# Edmund Goulding
Edmund Goulding (Feltham, Middlesex, Regne Unit, 20 de març de 1891 − Los Angeles, Califòrnia, 24 de desembre de 1959) va ser un actor, guionista, lletrista de cançons, novel·lista i director de cinema britànic, activitat en la qual va assolir el major reconeixement.

## Biografia
Goulding va tenir diferents feines en mitjans teatrals de Londres fins a l'esclat de la Primera Guerra Mundial. Es va enrolar en l'exèrcit britànic i va resultar ferit. El 1921 es va traslladar als Estats Units, on es va desenvolupar principalment la seva carrera cinematogràfica.
Les seves pel·lícules més famoses són els drames Grand Hotel (1932, protagonitzada per Greta Garbo i Joan Crawford), Dark Victory (1939, amb Bette Davis) i The Razor's Edge (1946, basada en la novel·la homònima de Somerset Maugham, amb Gene Tierney i Tyrone Power). A part, també va dirigir importants pel·lícules, com el clàssic del cinema negre Nightmare Alley (1947, amb Tyrone Power i Joan Blondell).

## Vida privada
Va estar casat amb la ballarina Marjorie Moss des de 1931 fins a la mort d'aquesta el 1935. A Hollywood era coneguda la bisexualitat de Goulding i se li van conèixer nombrosos amants masculins. Va morir durant una operació quirúrgica en el Lebanon Medical Center de Los Angeles.

## Filmografia
| Any          | Títol                           | Productora                            | Notes |
| ------------ | ------------------------------- | ------------------------------------- | --- |
| Cinema mut   |                                 |                                       | |
| 1925         | Sun-Up                          | MGM                                   | |
| 1925         | Sally, Irene and Mary           | MGM                                   | |
| 1926         | Paris                           | MGM                                   | |
| 1927         | Women Love Diamonds             | MGM                                   | |
| 1927         | Love                            | MGM                                   | |
| 1928         | A Certain Young Man             | MGM                                   | |
| 1929         | Queen Kelly                     | Gloria Swanson Pictures               | Contractat per Gloria Swanson per ajudar a completar i editar la pel·lícula                                                                 |
| Cinema sonor |                                 |                                       | |
| 1929         | The Trespasser                  | Gloria Swanson Pictures               | |
| 1930         | Paramount on Parade             | Paramount Pictures                    | Una revista musical amb 11 directors i protagonitzada per diverses estrelles de la Paramount / Algunes seqüències en Technicolor            |
| 1930         | The Devil's Holiday             | Paramount Pictures                    | |
| 1930         | Hell's Angels                   | The Caddo Company                     | Contractat per Howard Hughes per dirigir les escenes mudes utilitzades al final del film                                                    |
| 1930         | Reaching for the Moon           | Joseph M. Schenck Pictures            | |
| 1931         | Night Angel                     | Paramount Pictures                    | |
| 1932         | Grand Hotel                     | MGM                                   | |
| 1932         | Blondie of the Follies          | MGM                                   | |
| 1934         | Riptide                         | MGM                                   | |
| 1934         | Hollywood Party                 | MGM                                   | En un intent de salvar la pel·lícula Harry Kapf va contractar a Goulding i 8 d'altres directors, per dirigir una seqüència de la pel·lícula |
| 1935         | The Flame Within                | MGM                                   | |
| 1935         | A Night at the Opera            | MGM                                   | Va dirigir algunes escenes |
| 1937         | That Certain Woman              | Warner Bros., First National Pictures | |
| 1938         | White Banners                   | Warner Bros., Cosmopolitan Pictures   | |
| 1938         | The Dawn Patrol                 | Warner Bros.                          | |
| 1939         | Dark Victory                    | Warner Bros., First National Pictures | |
| 1939         | La mare soltera                 | Warner Bros.                          | |
| 1939         | We Are Not Alone                | Warner Bros., First National Pictures | |
| 1940         | 'Til We Meet Again              | Warner Bros.                          | Goulding va perdre's un 70% de la pel·lícula per una pneumònia                                                                              |
| 1941         | The Great Lie                   | Warner Bros.                          | |
| 1943         | Forever and a Day               | RKO Radio Pictures                    | Goulding en va dirigir un fragment |
| 1943         | The Constant Nymph              | Warner Bros.                          | |
| 1943         | Claudia                         | 20th Century Fox                      | |
| 1944         | Of Human Bondage                | Warner Bros.                          | |
| 1946         | The Razor's Edge                | 20th Century Fox                      | |
| 1947         | The Shocking Miss Pilgrim       | 20th Century Fox                      | Goulding fou substituït per George Seaton mentre estava malalt durant la producció / Technicolor                                            |
| 1947         | Nightmare Alley                 | 20th Century Fox                      | |
| 1949         | Everybody Does It               | 20th Century Fox                      | |
| 1950         | Mister 880                      | 20th Century Fox                      | |
| 1951         | Down Among the Sheltering Palms | 20th Century Fox                      | Technicolor |
| 1952         | We're Not Married!              | 20th Century Fox                      | |
| 1956         | Teenage Rebel                   | 20th Century Fox                      | |
| 1958         | Mardi Gras                      | 20th Century Fox                      | |